# María de Huerva
María de Huerva es un municipio y localidad española de la provincia de Zaragoza, en la comunidad autónoma de Aragón. El término municipal, ubicado en la Comarca Central, tiene una población de 6371 habitantes (INE 2024).

## Toponimia
El término María proviene del árabe مرية, mariyya(t) (atalaya), la misma voz de la que, con artículo, procede Almería.

## Geografía
Integrado en la Comarca Central de Aragón, se sitúa a 16 km de Zaragoza. El término municipal, con un Tiene un área de 108,09 km², está atravesado por la autovía Mudéjar (A-23) y por la carretera nacional N-330 entre los pK 478 y 481. El relieve del municipio está definido por el valle del río Huerva y sus márgenes izquierda y derecha. Al oeste existe un terreno cada vez más irregular hasta llegar a la Meseta de La Muela, cuyos límites coinciden con los de este municipio vecino. Al este, el relieve es más irregular, con numerosos barrancos. La altitud oscila entre los 722 m en el extremo suroriental y los 320 ma orillas del río Huerva. El pueblo se alza a 342 m sobre el nivel del mar.
| Noroeste: La Muela  | Norte: Zaragoza y Cadrete | Noreste: Zaragoza          |
| Oeste: La Muela     |                           | Este: Zaragoza y Valmadrid |
| Suroeste: Botorrita | Sur: Jaulín               | Sureste: Valmadrid         |

## Historia
El municipio tiene su origen en la época musulmana con la construcción del Castillo de María (La Atalaya) por Abderramán III a principios del siglo X, en el año 951 figuraba con el cargo de gobernador el tuyibí Yahía-ibn-Hasim. Desde el castillo de María se ofreció fuerte resistencia a Alfonso el Batallador en 1118. Cuando el mismo pasó a poder de los reyes de Aragón, lo ocuparon como tenentes Quadrat, Eneco Arcéiz, Deus Aiuta y Pedro Ortiz. En 1233, la fortaleza pasó a manos de Blasco de Alagón, por decisión de Jaime I, que hizo entrega de la misma a cambio de Morella. «En 1311 era de Juan de Vidaure, y en 1348, de Alonso de Ejérica, cuando fue sucesivamente conquistada por los unionistas y por el ejército real, mandado por Lope de Luna. En 1428, María y Botorrita formaban parte del extenso patrimonio de los Fernández de Heredia, más tarde condes de Fuentes» (Guitart Aparicio). En 1610 se produjo la expulsión de los moriscos, lo que dejó la zona prácticamente despoblada. Esto provocó que la localidad cambiara de localización, trasladándose a la orilla izquierda del río Huerva, su ubicación actual. El 15 de junio de 1809 se libró en la localidad una batalla de la Guerra de la Independencia que dejó gran mortalidad (entre 1000 y 5000 bajas en el bando español y unas 800 en el francés) y se saldó con la victoria de las tropas francesas.
Hasta la reforma de la nomenclatura municipal de 1916 el municipio se llamaba simplemente María. En dicha fecha su nombre fue modificado por el de María de Huerva.

## Demografía
María de Huerva cuenta con una población de 6371 habitantes (INE 2024).
| Gráfica de evolución demográfica de María de Huerva entre 1842 y 2021 |
| |
| Población de derecho según los censos de población del INE Población de hecho según los censos de población del INEEn estos censos se denominaba María: 1842, 1857, 1860, 1877, 1887, 1897, 1900 y 1910 |

## Economía
María de Huerva cuenta con una importante planta de gas butano de la multinacional Repsol, con 4 esferas y conexión por ferrocarril, siendo esta la mayor industria de la localidad.

## Administración y política
| Período   | Alcalde                | Partido | Partido |
| --------- | ---------------------- | ------- | ------- |
| 1979-1983 | Federico Pla Puértolas | UCD     |         |
| 1983-1987 |                        |         |         |
| 1987-1991 |                        |         |         |
| 1991-1995 | José Luis Jaime Gil    | PSOE    |         |
| 1995-1999 | José Luis Jaime Gil    | PSOE    |         |
| 1999-2003 | José Luis Jaime Gil    | PSOE    |         |
| 2003-2007 |                        |         |         |
| 2007-2011 | Mar Vaquero            | PP      |         |
| 2011-2015 | Mar Vaquero            | PP      |         |
| 2015-2019 | Mar Vaquero            | PP      |         |
| 2019-     | Tomás Díaz Álvarez     | IU      |         |

| Partido político    | Partido político                                   | 2003   | 2007   | 2011   | 2015   | 2019   |
| Partido político    | Partido político                                   | Ediles | Ediles | Ediles | Ediles | Ediles |
|                     | Partido Popular de Aragón (PP)                     | 2      | 4      | 8      | 9      | 5      |
|                     | Chunta Aragonesista (CHA)                          | 2      | 3      | 2      | 2      | 1      |
|                     | Partido de los Socialistas de Aragón (PSOE-Aragón) | 3      | 3      | 1      | 1      | 2      |
|                     | Izquierda Unida (IU)                               | —      | 0      | 0      | 1      | 3      |
|                     | Partido Aragonés (PAR)                             | 2      | 1      | 0      | 0      | 0      |
|                     | Federación de los Independientes de Aragón (FIA)   | —      | —      | 0      | —      | —      |
|                     | Ciudadanos (CS)                                    | —      | —      | —      | —      | 1      |
|                     | Vox                                                | —      | —      | —      | —      | 1      |
|                     | Podemos-Equo                                       | —      | —      | —      | —      | 0      |
| Total de concejales | Total de concejales                                | 9      | 11     | 11     | 13     | 13     |

## Patrimonio
- Iglesia de Nuestra Señora de la Asunción.[15] Es un templo de grandes dimensiones y planta rectangular cuya composición regular y eje de simetría se corresponde con la organización regular del trazado urbano del núcleo de cuya calle principal constituye un elemento focal de referencia. En el rectángulo se inscribe una cruz latina formada por los tres tramos de la nave, los brazos del crucero y la cabecera, espacios todos ellos cubiertos con bóveda de medio cañón con lunetos. El espacio central se remata con cúpula ciega sobre pechinas. Los dos primeros tramos de la nave se corresponden con capillas laterales, cubiertas con bóvedas de arista, comunicadas entre sí. El tramo de los pies tiene contigua la torre, que se sitúa en el lado de la epístola. Su primer cuerpo forma parte del volumen de la nave aunque marcado con pilastras dobladas. Sobre él emerge el cuerpo de campanas con vanos de medio punto entre pilastras y remate de chapitel piramidal. La fachada, flanqueada por pilastras y coronada por un frontón triangular comprende dos espacios separados por una imposta. En el inferior se sitúa la portada de medio punto y una hornacina y en el superior el óculo de iluminación de la nave.
- Casa Grande.[16] La Casa Grande es un exponente de la arquitectura tradicional del siglo XVII-XVIII. Se trata del único edificio civil exponente de la arquitectura tradicional aragonesa. Es un ejemplo de los modelos palaciegos de tradición italiana. Cuenta con fábrica de ladrillo en esquinas y aberturas y tapial calicastrado, revocado con mortero de cal en los vanos. Al parecer perteneció al Monasterio Cisterciense de Santa Fe, con la función de Colector de los diezmos y primicias.